# Buzz Schneider
William Conrad Schneider, detto Buzz (Grand Rapids, 14 settembre 1954), è un ex hockeista su ghiaccio statunitense.

## Palmarès

### Olimpiadi invernali
- 1 medaglia:
  - 1 oro (Lake Placid 1980)